# Остракізм

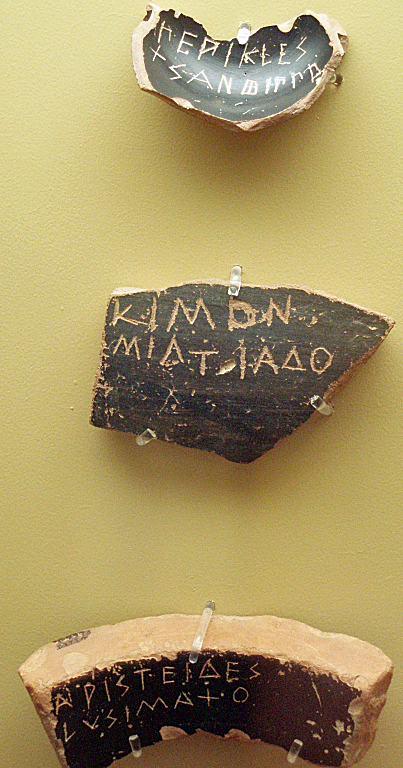
Остраки. Номіновані особи: Перикл, Кімон, Мільтіад, Арістід, Лісімах

Остракі́зм (дав.-гр. ὀστρακισμός від ὄστρακον «черепок, шкаралупа»), також зустрічається переклад «суд черепкі́в», — політичний метод боротьби проти політичних супротивників як спосіб уникнути загрози демократії з боку впливових осіб, запобігання тиранії у деяких полісах Стародавньої Греції, зокрема в Афінах.
Імовірно інститут остракізму мав коріння в ранній історії атенського поліса. Виганяти людей небезпечних для громади в архаїчну добу могли або Ареопаг, або Рада чотирьохсот; «отець атенської демократії» Клісфен під час своїх реформ 508–507 років до н. е. передав право приймати такі рішення Народному зібранню і розробив спеціальну процедуру. Не усі подробиці відомі: зокрема, історики сперечаються про те, чи вважалися згадані в джерелах шість тисяч голосів загальним кворумом, чи необхідним мінімумом, поданим за одного кандидата. Перше вигнання через остракізм сталося, на думку більшості вчених, через приблизно 20 років після запровадження реформи, 488/487 року до н. е. В цілому налічується не більше 15 жертв остракізму, серед котрих видатні державні діячі Арістід, Фемістокл, Кімон, Фукідід, син Мелесія. Потенційними кандидатами на остракофоріях (так називали процедуру голосування; οστρακοφορία, дослівно — «несення черепків») були Перікл, Нікій, Алківіад. Остракізм став гуманною зброєю демосу, що застосовувався для нагляду за родовою аристократією і для переведення міжпартійної боротьби в мирне русло. Вчені відзначають, що самою обставиною свого існування він сприяв усталенню обстановки усередині поліса, хоча застосовувався дуже рідко; при цьому остракізм став причиною відсторонення від державної та військової діяльності ряду видатних особистостей.
В останній раз остракізм застосували ймовірно 416 або 415 року до н. е. Через змову двох очевидних кандидатів на вигнання, Нікія й Алківіада, жертвою остракофорії несподівано став третій, Гіпербол, так що процедура не вирішила наявну перед суспільством проблему. Після цього випадку остракізм існував ще близько ста років, але тільки на законодавчому рівні. Серед дослідників античності є різні думки про те, чому від нього відмовилися: це пов'язують зі зникненням шару родової аристократії, проти якого спочатку було спрямовано остракізм, з еволюцією атенської демократії, з появою діючих тоді юридичних процедур, з неприємними враженнями від вигнання Гіпербола тощо. Подібні остракізму процедури вигнання періодично застосовували й в деяких інших полісах Стародавньої Греції, втім великого поширення вони не отримали.
У сучасній українській мові це слово означає гоніння, неприйняття, відторгнення, презирство з боку навколишнього суспільства, різкий осуд будь-чого.

## Джерела

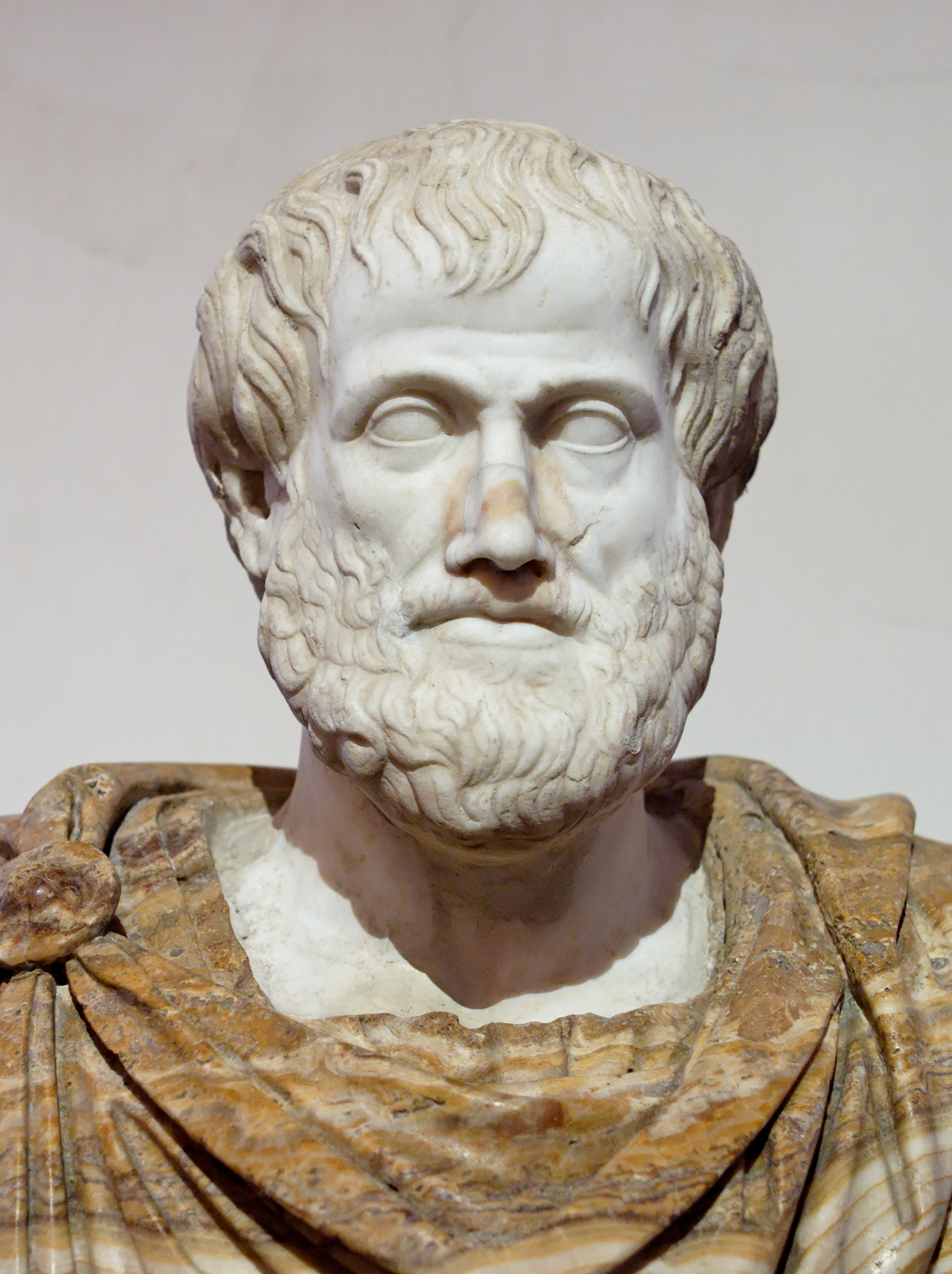
Важливі відомості про остракізм містяться в трактатах Арістотеля «Політика» й «Атенська політія»

## Історія
Назва остракізму походить від слова «острака» — шматок глиняного черепка, на якому писали ім'я того, кого хотіли вигнати. Остракізм був введений Клісфеном у 508 р. до н. е., після повалення тиранії синів Пісістрата Гіппія і Гіппарха. Метою цього заходу було недопущення приходу до влади нових тиранів.
У джерелах виявлено згадки про 18 випадків остракізму в Атенах, з яких 10 можна вважати цілком підтвердженими. Вперше остракізм було застосовано 487 року до н.е. проти Гіппарха, сина Харма, родича тирана Пісістрата. Однак швидко остракізм перетворився на засіб усунення супротивників з політичного поля. Голосування з приводу остракізму проводилося один раз на рік народними зборами у складі щонайменше 6 тисяч громадян чоловічої статі. Кожний, хто голосував, вписував на черепку ім'я того політика, якого вважав суспільно небезпечним. Політик, ім'я якого було написане на більшості черепків, мав залишити поліс на 10 років. Під остракізм свого часу підпали такі атенські політики, як Арістід, Кімон та Фемістокл, Ксантіпп, Фукідід та інші.
Іноді вигнаним у такий спосіб політичним діячам дозволяли повернутися на батьківщину раніше, ніж через 10 років після вигнання. Зазвичай це практикувалося у випадку значної військової загрози Атенам (наприклад, перед нашестям Ксеркса у ході греко-перських війн). Для цього була потрібна народна постанова, прийнята не менше, ніж шістьма тисячами голосів.
Остракізм вважався превентивним заходом впливу на політичне життя полісу, тобто виганяли лише тих, хто міг становити загрозу, а не тих, хто вже її становив. Людина у вигнанні не втрачала прав громадянства свого полісу; на думку деяких дослідників, це було не покаранням, а до певної міри навіть визнанням політичного впливу. Тому остракізм міг вважатися навіть почесним, оскільки невидатним людям він не загрожував.
Востаннє остракізм було застосовано 417 року до н.е. проти Гіпербола. Потім від цієї процедури відмовилися.

## Функції і символізм
Остракізм не був покаранням за якийсь низький вчинок; він благопристойно називався «упокоренням і приборканням гордині і надмірної могутності», але до суті справи опинявся засобом вгамувати ненависть, і засобом досить милосердним: почуття недоброзичливості знаходило собі вихід не в чомусь непоправному, але лиш у десятирічному вигнанні того, хто це почуття викликав. Коли ж дії цього заходу почали підпадати люди безвісні і порочні, остракізм перестав застосовуватися.
Закон про остракізм, згідно з античними джерелами, було введено задля запобігання тиранії та боротьби з потенційними узурпаторами влади; це популярне уявлення про остракізм уперше чітко висловлюється в IV столітті до н. е. Літературні джерела й остракони згадують, що окрім боротьби з тиранією, було безліч підстав для остракізму — від надмірного впливу і авторитету (випадок Фемістокла), корупції та поганого виконання обов'язків до перелюбу й інцесту.
Серед істориків існує два основних підходи до цілей остракізму як інституту. Найпоширеніший підхід розрізняє первинну функцію і наступну практику; з цієї точки зору, античні джерела повідомляють лише про дійсний стан справ, коли інститут V століття до н. е. виродився в засіб внутрішньополітичної боротьби, що дозволяло виганяти неугодних осіб. Так, маса процедур в 480-ті роки трактується як наслідок інтриг Фемістокла проти своїх опонентів. Відповідно до другого підходу, остракізм мав одне головне завдання: через покарання захистити суспільство від політичних, моральних або релігійних посягань, забезпечити колективну ідентичність і згуртованість. У науковій літературі зустрічається і синтез двох підходів: хоча інститут остракізму виник за певних історичних обставин і мав визначені цілі, його символічний зміст в якості колективного ритуалу з часом змінювався.
Остракізм став знаряддям, за допомогою якого демос міг усунути вплив і стримувати амбіції ворожих демократії політиків з вищого стану. Таким чином, остракізм мав явну антиаристократичну спрямованість і сприяв стійкості демократичних інститутів Стародавніх Атен. В очах сучасників наявність такої процедури стверджувало верховенство народу над знаттю і було важливим чинником у розвитку і становленні атенської демократії. Щорічне голосування про доцільність проведення остракізму було не тільки нагадуванням аристократам про верховенство народу, а й попередженням потенційним революціонерам, які хотіли б підірвати основи державного ладу. Ємне змалювання остракізму надав Плутарх у життєписі Арістіда. В його викладі процедура була не покаранням, а засобом стримати народну ненависть проти надмірно могутніх осіб, яка в іншому випадку знайшла б собі вихід у непоправному кровопролитті. Негативна роль процедури полягала в тому, що від громадської та військової діяльності усували багатьох видатних осіб.
Остракізм, з одного боку, розглядається вченими як практичний засіб для мирного вирішення потенційно насильницьких політичних сутичок усередині аристократії і, з іншого боку, на рівні ідеології розуміється як символічне вираження влади демосу, його можливості втручатися у ці тертя. Поняття остракізму вказувало на історичний зв'язок влади і вигнання та одночасно метонімічно позначало владу народу. В сучасній історіографії тезу про мирне врегулювання критикується, оскільки остракізм часто не зупиняв насильство всередині еліт. Береться під сумнів й антитиранська природа остракізму: можливий тиран завжди міг вдатися до незаконних способів; іншим доводом є м'якість процедури в порівнянні з покараннями за спроби тиранії в Атенах. Із наративною традицією, яка представляла остракізм засобом профілактики тиранії, не узгоджується зміст приписок на остраконах: жодна з них не описує кандидата на вигнання як тирана або прихильника тиранії. Ряд істориків висловлювали припущення про інститут остракізму як засіб боротьби зі зрадниками (προδότης), проте ці явища розглядаються й окремо, зважаючи на істотне розходження в жорсткості заходів (зрада каралася смертю або довічним вигнанням). Існує і протилежна точка зору на владу демосу, згідно з якою остракізм ввели насамперед в інтересах аристократів. Законодавче закріплення процедури вигнання упорядкувало способи внутрішньополітичної боротьби. В умовах, коли під час частих заколотів і повстань в давньогрецьких полісах гинули не тільки політики, а й члени їхніх сімей, остракізм виглядає вельми м'якою і людяною мірою. Новий закон не передбачав вивласнення майна, переслідування родичів, дозволяв вигнанцеві повернутися після десятирічного строку назад в Атени. Вигнання внаслідок громадянських воєн або одноосібного рішення тирана було пов'язане з ризиком для життя, повною втратою громадянських прав і майна. У таких випадках, на відміну від остракізму, під удар потрапляла не одна людина, а ціла родина, або гурт людей. При порівнянні цих двох практик вигнання остракізм виглядає досить безболісним способом усунення неугодних суспільству осіб.
Остракізм не впливав на репутацію політика: так, Ксантіпп і Кімон після повернення в Атени відразу ж зайняли посади стратегів, а Арістід і Фукідід продовжили політичну діяльність. Така людяність мала і практичні цілі. До введення остракізму вигнанці прагнули повернути собі колишнє становище, використовуючи не тільки своїх прихильників у місті, а й політичних ворогів Атен. Яскравим прикладом є атенський тиран Гіппій, який після вигнання до самої смерті не втрачав надії повернути владу в Атенах і навіть перебував у якості радника у таборі персів під час битви при Марафоні 490 року до н. е. Його прихильники, за твердженням Геродота, дали ворогові сигнал про беззахисність Атен, чим піддали місто серйозній небезпеці. Вигнаний же шляхом остракізму не тільки мав можливість спокійно повернутися до міста після відбуття десятирічного строку вигнання, але і залишав «у заставу» родичів, яких ніяк не понижали у правах, своє майно, а також доходи з нього. Відповідно, це мінімізувало ймовірність ворожих державі дій з боку вигнанця. Незважаючи на це, проведення остракофорії викликало певну напругу в суспільстві. За образним висловом історика Конрада Кінцля, остракізм, як і меч, найкраще служив міцності і безпеці держави тільки тоді, коли його не використовували, а тримали «в піхвах». В античних джерелах людяність процедури остракізму підкреслював Андокід: «Дійсно, якщо мати на увазі злочини, що здійснюються проти приватних осіб, то я вважаю, що це покарання занадто велике; а якщо говорити про злочини, що здійснюються проти держави, то я переконаний, що воно мізерне і зовсім нічого не варте, якщо можна карати грошовим штрафом, ув'язненням і навіть смертною карою».

## Остракізм поза Афінами
Афінська процедура вигнання з міста потенційних тиранів і небажаних народу осіб також застосовувалася в Аргосі, Мегарі, Сиракузах, Мілеті, Ефесі і деяких інших містах Пелопоннесу і Великої Греції. Виходячи з цього, можна припустити, що атенська процедура остракізму була якоюсь подобою голосування, властивого для античних полісів. Це твердження справедливе для Мегари і Ефеса, в яких схожі на остракізм процедури вигнання застосовували в архаїчну епоху до приходу до влади в Афінах Клісфена. Достовірною також виглядає версія запозичення іншими античними містами досвіду Атен. З огляду на невелику кількість літературних джерел і збережених остраконів у більшості випадків, можна стверджувати тільки, що в певному полісі існувала процедура остракізму без будь-яких нюансів. Так, в Аргосі було знайдено один остракон другої чверті V століття до н. е. з ім'ям якогось Алеандро, в Херсонесі — 45 остраконів, в Кирені — 12, в Мегарі — 1. Усі ці знахідки можуть бути датовані проміжком між кінцем VI і серединою IV століття до н. е. Їхня нечисленність вказує на те, що остракізм, хоч і зустрічався поза Атен, не отримав широкого поширення в Елладі. Про це ж свідчить Андокід, який писав: «закон цей поганий: адже ми — єдині з еллінів, хто застосовує цей закон, і жодна інша держава не бажає наслідувати наш приклад».
У Сиракузах подібна остракізму процедура вигнання отримала назву петалізм (від грец. πέταλον, «листок»). Як повідомляє Діодор Сицилійський, після невдалого заколоту якогось Тиндаріда близько 454 року до н. е. жителі Сиракуз на народних зборах вирішили скористатися досвідом Атен щодо недопущення тиранії. Їхня процедура вигнання дещо відрізнялася від атенської: громадяни писали ім'я кандидата не на черепках, а на оливкових листках, і «переможцю» довелося покинути місто не на десять, а на п'ять років.
Ця процедура на Сицилії не прижилася. Діодор пише, що у вигнання відправили багатьох впливових людей, хоч і не наводить їхніх імен. З цього твердження випливає, що на відміну від остракізму, який могли проводити лише раз на рік і то після складної системи узгоджень, петалізм могли застосовувати мало не на кожних народних зборах. Як наслідок люди багаті і знатні воліли утримуватися від політичної діяльності. На цьому тлі демагоги почали підбурювати чернь до безладів і бунту. Бачачи посилення чвар, громадяни прийшли до висновку, що користь від петалізму вельми сумнівна, і незабаром цю процедуру скасували.

### Дослідження
- (укр.) А. Світа. Остракізм // Політична енциклопедія. Редкол.: Ю. Левенець (голова), Ю. Шаповал (заст. голови) та ін. — К.:Парламентське видавництво, 2011. — с.525 ISBN 978-966-611-818-2
- (рос.) Берве Г. Тираны Греции. — Ростов-на-Дону : Феникс, 1997. — 640 с. — ISBN 5-222-00368-X.
- (рос.) Бойкина Е. Э. Остракизм и родственные феномены: обзор зарубежных исследований // Психология и право. — 2019. — Т. 9, № 3. — С. 127—140. — ISSN 2222-5196. — DOI:10.17759/psylaw.2019090310.
- (рос.) Владимирская О. Ю. Демократия Перикла и олигархия Фукидида, сына Мелесия: идеи против политических технологий // МНЕМОН: Исследования и публикации по истории античного мира. — СПб. : Санкт-Петербургский государственный университет, 2015. — Т. 15, № 15. — С. 64—78.
- (рос.) Гинзбург С. И. Малоизвестный византийский источник об остракизме // Античное общество и государство. — Л., 1989. — С. 41—51.
- (рос.) Гинзбург С. И. О дате издания закона об остракизме в Афинах / Межвузовский сборник под ред. проф. Э. Д. Фролова // Город и государство в античном мире. Проблемы исторического развития.. — Л., 1987. — С. 44—55.
- (рос.) Зберовский А. В. Становление демократической политической культуры в Элладе VIII—V веков до н. э.: политическая мысль и политический человек доплатоновского периода (культурологический аспект). — Красноярск, 2008. — 310 с.
- (рос.) Карпюк С. Г. Клисфеновские реформы и их роль в социально-политической борьбе в позднеархаических Афинах // Вестник древней истории. — М. : Наука, 1986. — № 1 (176). — С. 17—35.
- (рос.) Карпюк С. Г. Гипербол, «человек негодный» // Вестник древней истории. — 1998. — № 4. — С. 142—156.
- (рос.) Колобов А. В., Гущин В. Р., Братухин А. Ю. (2002). Античная мифология в историческом контексте. ancientrome.ru. Процитовано 17 січня 2021.
- (рос.) Кудрявцева Т. В. Суриков И. Е. Остракизм в Афинах. Отв. ред. Л. П. Маринович. М.: Языки славянских культур, 2006. 640 с. // Вестник древней истории. — 2007. — № 4. — С. 187—191.
- (рос.) Курциус Эрнст. Рост могущества Афин // История Древней Греции. — Мн. : Харвест, 2002. — Т. 2. — 416 с. — ISBN 985-13-1119-7.
- (рос.) Рунг Э. В. Афины и Персия: первые контакты // Античный мир и археология. — Саратов, 2009. — Вип. 13. — С. 3—9.
- (рос.) Строгецкий В. М. Полис и империя в классической Греции. — Н. Новгород : НГПИ им. М. Горького, 1991. — 244 с.
- (рос.) Суриков И. Е. Аристократия и демос. Политическая элита архаических и классических Афин. — М. : Русский фонд содействия образованию и науке, 2009. — 256 с. — ISBN 978-5-91244-011-3.
- (рос.) Суриков И. Е. Ксантипп, отец Перикла: штрихи к политической биографии // Проблемы истории, филологии, культуры. — Москва — Магнитогорск, 2000. — Вип. 8. — С. 100—109. — ISBN 5-86781-187-5.
- (рос.) Суриков И. Е. Остракизм как политический институт Афинского полиса классической эпохи: Автореферат диссертации на соискание учёной степени доктора исторических наук. — М. : ИВИ РАН, 2004.
- (рос.) Суриков И. Е. Остракизм в Афинах / Маринович Л. П. — М. : Языки славянских культур, 2006. — 640 с. — 800 прим. — ISBN 5-9551-0136-5.
- (рос.) Суриков И. Е. Античная Греция: политики в контексте эпохи. Время расцвета демократии / отв. ред. Л.П. Маринович; Ин-т всеобщ. истории. — М. : Наука, 2008. — 383 с. — ISBN 978-5-02-036984-9.
- (рос.) Суриков И. Е. Прозвища у греков архаической и классической эпох. III. Прозвища политиков: архаика и ранняя классика // Проблемы истории, филологии, культуры. — 2018. — № 1 (59). — С. 89—113. — ISSN 1992-0431.
- (нім.) Суриков И. Е. STEFAN BRENNE. Ostrakismos und Prominenz in Athen: attische Buerger des 5. Jhs. v. CHR. auf den Ostraka (Tyche, Supplementband 3). Wien: Holzhausen, 2001. 466 s. // Вестник древней истории. — 2003. — № 3. — С. 223—227.
- (англ.) Bicknell Peter. Athenian Politics and Genealogy; Some Pendants // Historia: Zeitschrift für Alte Geschichte. — 1974. — Вип. 2.
- (нім.) Brenne S. Ostrakismos und Prominenz in Athen: Attische Bürger des 5. Jhs. V. Chr. auf den Ostraka. — Wien, 2001.
- (англ.) Calhoun G.[de]. Athenian Clubs in Politics and Litigation / The University of Chicago. — Austin, 1913.
- (англ.) Christ Matthew R. Ostracism, Sycophancy, and Deception of the Demos: [Arist. Ath. Pol. 43.5] // The Classical Quarterly. — Cambridge University Press, 1992. — С. 336—346.
- (англ.) Connor W., Keaney J. Theophrastus on the End of Ostracism // The American Journal of Philology. — The Johns Hopkins University Press, 1969. — Т. 90, № 3. — С. 319—313. — DOI:10.2307/293182.
- (англ.) Forsdyke S. Exile, ostracism and the Athenian democracy // Classical Antiquity. — University of California Press, 2000. — Т. 19. — С. 232—263. — DOI:10.2307/25011121 .
- (англ.) Forsdyke S. Exile, Ostracism, and Democracy: The Politics of Expulsion in Ancient Greece. — Princeton; Oxford : Princeton University Press, 2005. — ISBN 0-691-11975-9.
- (англ.) Hall L. G. H. Remarks on the Law of Ostracism // TYCHE: Beiträge zur Alten Geschichte Papyrologie und Epigraphik. — Wien : Verlag Adolf Holzhausens Nfg., 1989. — С. 91—100. — ISBN 3-900518-03-3.
- (англ.) Harris W. Ancient Literacy. — Cambridge Mass., 1989.
- (нім.) Heftner H. Der Ostrakismos des Hyperbolos: Plutarch, pseudo-Andokides und die Ostraka // Rheinisches Museum für Philologie. — 2000.
- (англ.) Henry Madeleine M. Prisoner of History: Aspasia of Miletus and Her Biographical Tradition. — New York; Oxford : Oxford University Press, 1995. — ISBN 0-19-508712-7.
- (англ.) Holland, Tom. {{{Заголовок}}}. — Abacus, 2005. — ISBN 978-0-349-11717-1.
- (англ.) Jones John Walter. The Law and Legal Theory of the Greeks: An Introduction. — Oxford : Clarendon Press, 1956. — 327 p.
- (англ.) Kagan D. The Origin and Purposes of Ostracism // Hesperia: The Journal of the American School of Classical Studies at Athens. — 1961. — Т. 30, № 4. — С. 393—401. — DOI:10.2307/147043.
- (англ.) Kinzl K.[de]. Athens: Between Tyranny and Democracy // Greece and the Eastern Mediterranean in ancient history and prehistory / Edited by: Konrad H. Kinzl. — De Gruyter, 1977. — P. 199—223. — ISBN 978-3-11-006637-1.
- (англ.) Kosmin Paul J. A Phenomenology of Democracy: Ostracism as Political Ritual // Classical Antiquity. — University of California Press, 2015. — Т. 34. — С. 121—162.
- (нім.) Meyer H. D. Thukydides Melesiou und die oligarchische Opposition gegen Perikles // Historia: Zeitschrift für Alte Geschichte. — Franz Steiner Verlag, 1967. — Вип. 2 (April).
- (фр.) Mosse C. Dictionnaire de la civilisation grecque. — Bruxelles, 1992.
- (англ.) Osborne. Greece in the Making, 1200-479 B.C. — L., N.Y., 1996.
- (фр.) Rapke T. T. The Demotic of Kallias Didymiou // L'antiquité classique. Tome 43, fasc. 1. — 1974.
- (англ.) Raubitschek A. E.[de]. Leagros // Hesperia: The Journal of the American School of Classical Studies at Athens. — 1939. — Т. 8, № 2.
- (англ.) Raubitschek A. E. Menon, Son of Menekleides // Hesperia: The Journal of the American School of Classical Studies at Athens. — 1955. — Т. 24, № 4 (October — December). — С. 286—289. — DOI:10.2307/147151.
- (нім.) Reinmut O. Ostrakismos // Paulys Realencyclopädie der classischen Altertumswissenschaft. — 1942. — Bd. XVIII, 1. — Kol. 1674—1685.
- (англ.) Robinson Eric. Democracy in Syracuse, 466-412 B.C. // Harvard Studies in Classical Philology. — Department of the Classics, Harvard University, 2000. — Т. 100. — С. 189—205. — DOI:10.2307/3185215.
- (англ.) Rosivach V. Some Fifth and Fourth Century Views on the Purpose of Ostracism // Tyche. — 1987. — Т. 2. — С. 161—170.
- (англ.) Shapiro H. A. Kallias Kratiou Alopekethen // Hesperia: The Journal of the American School of Classical Studies at Athens. — 1982. — Т. 51, № 1. — С. 69—73.
- (англ.) Stanton G. R. The Introduction of Ostracism and Alcmeonid Propaganda // The Journal of Hellenic Studies. — 1970. — Т. 90 (November). — С. 180—183. — DOI:10.2307/629760.
- (нім.) Toepffer J.[de]. Achilleus 2 // Paulys Realencyclopädie der classischen Altertumswissenschaft / Georg Wissowa. — Stuttgart : J. B. Metzler’sche Verlagsbuchhandlung, 1893. — Bd. I, 1. — Kol. 245.
- (англ.) Tridimas G. Conflict, democracy and voter choice: a public choice analysis of the Athenian ostracism // Public Choice. — 2016. — Т. 169. — С. 137—159. — DOI:10.1007/s11127-016-0379-7.
- (англ.) Vanderpool Eugene. The Ostracism of the Elder Alkibiades // Hesperia: The Journal of the American School of Classical Studies at Athens. — 1952. — Т. 21. — С. 1—8. — DOI:10.2307/146934.
- (англ.) Wade-Gery H. T. Thucydides the Son of Melesias: A Study of Periklean Policy // The Journal of Hellenic Studies. — 1932. — Т. 52, вип. 2. — С. 205—227. — DOI:10.2307/625987.
- (англ.) Williams K. D., Nida S. A. Ostracism: Consequences and Coping // Current Directions in Psychological Science. — 2011. — Т. 20, № 2. — С. 71—75. — DOI:10.1177/0963721411402480.